# Zur Landwehr 4 (Frischborn)
Koordinaten: 50° 36′ 35,9″ N, 9° 21′ 49,3″ O

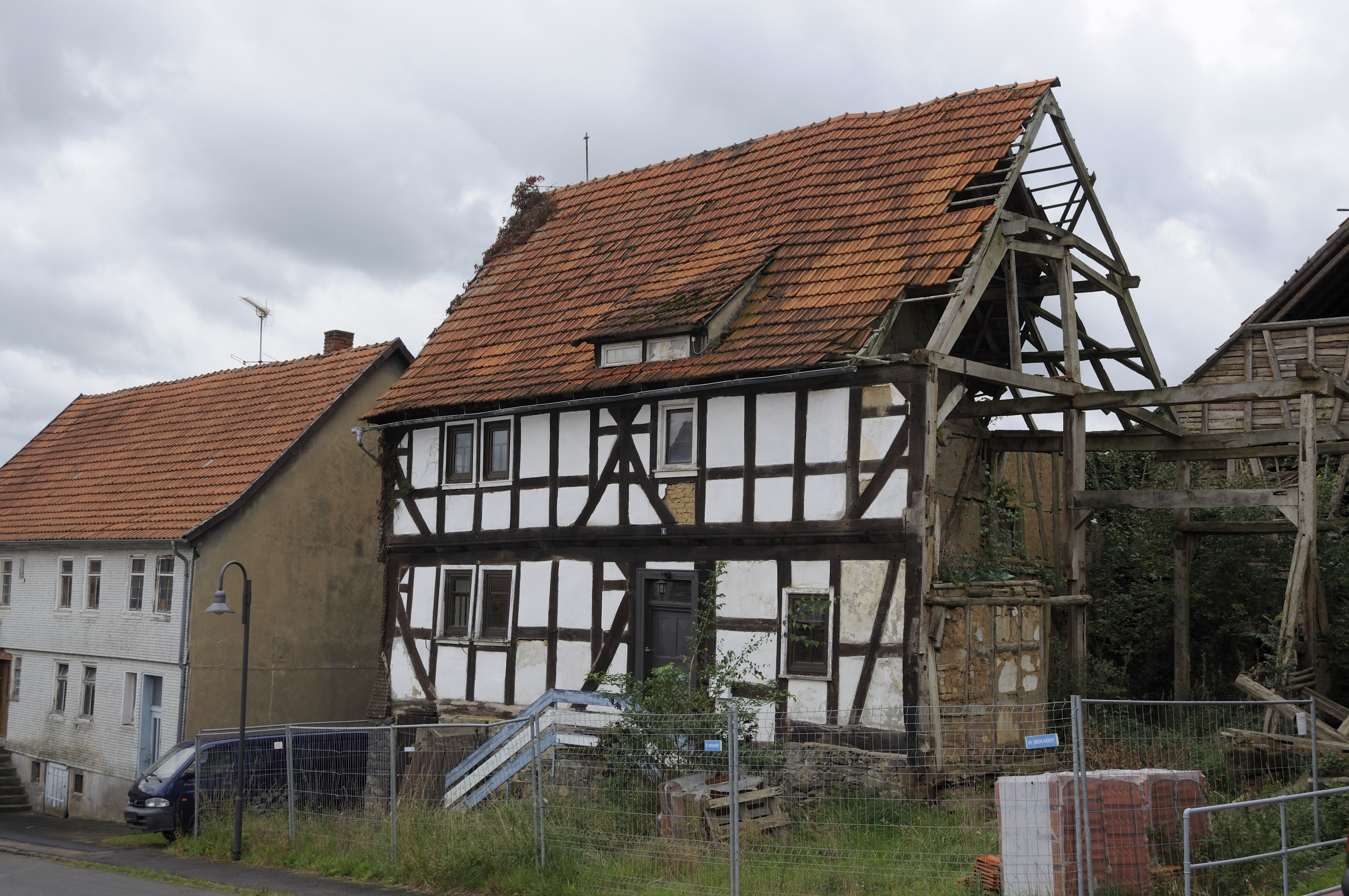
Zur Landwehr 4 im September 2011

Das Haus Zur Landwehr 4 in Frischborn ist ein denkmalgeschütztes Fachwerkhaus aus der ersten Hälfte des 18. Jahrhunderts, das im Zuge einer im späten 17. Jahrhundert begonnenen Dorferweiterung erbaut wurde.
Der zweigeschossige Bau steht auf einem Basaltsockel, der teilweise erneuert wurde. Die Giebelseite ist verschindelt, an der Traufseite liegt das Fachwerk offen. Dieses ist durch Mann-Figuren verstärkt und gliedert die Außenwand in zwei Hälften. In der Beschreibung des Landesamts für Denkmalpflege Hessen wird das „wenig gestörte kraftvolle Gefüge“ des Fachwerks hervorgehoben, insgesamt erscheine das Haus „mächtig“.
Rechts des Hauseingangs war ursprünglich ein Stall untergebracht. An der rechten Gebäudeseite befand sich bis in die 2000er Jahre eine Scheune mit Schafstall, die nach 1800 angebaut wurde. Zu dieser Zeit wurde auch die nachklassizistische Haustür mit Freitreppe angebaut.
Das Gebäude ist unbewohnt und baufällig.

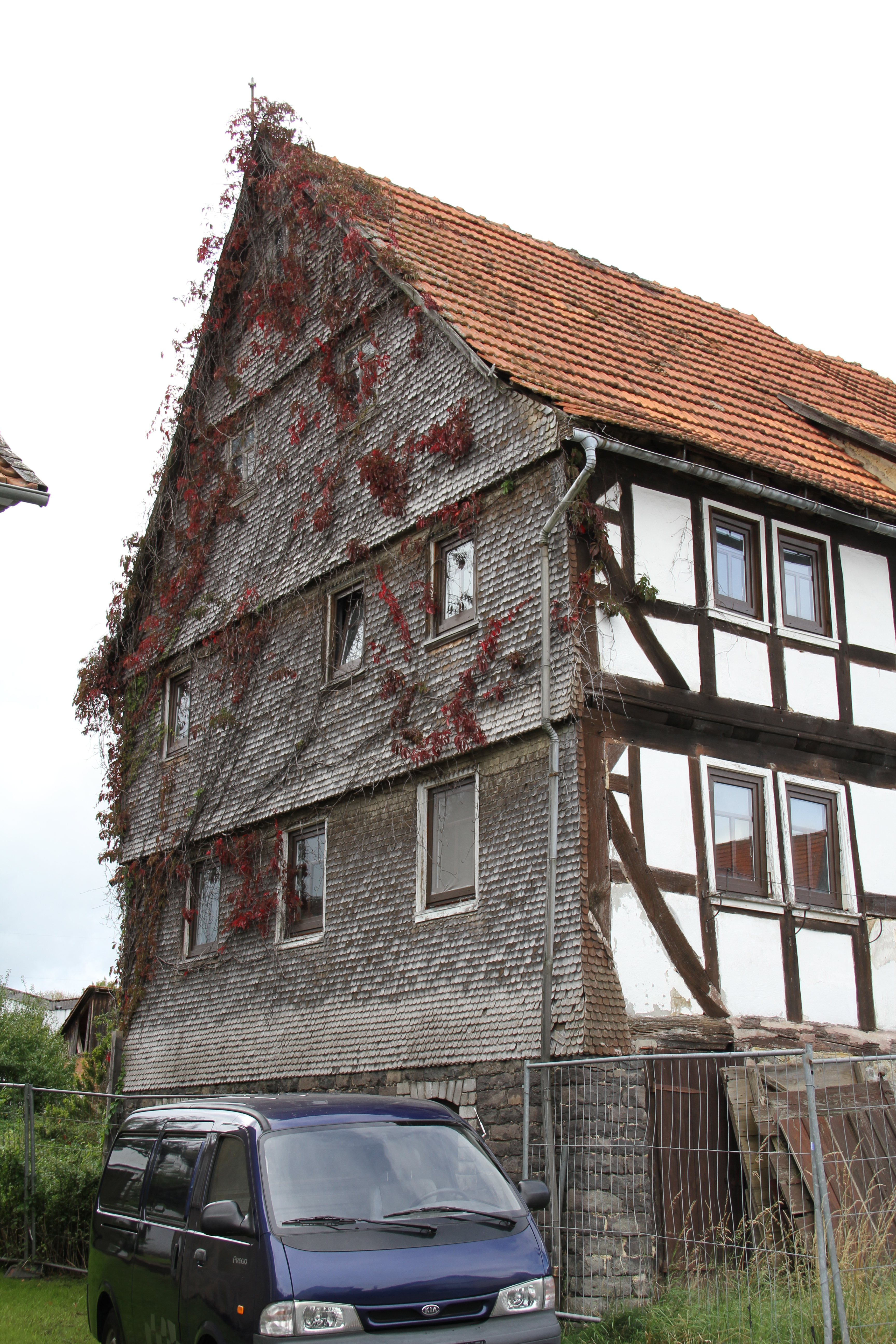
Verschindelte Giebelseite
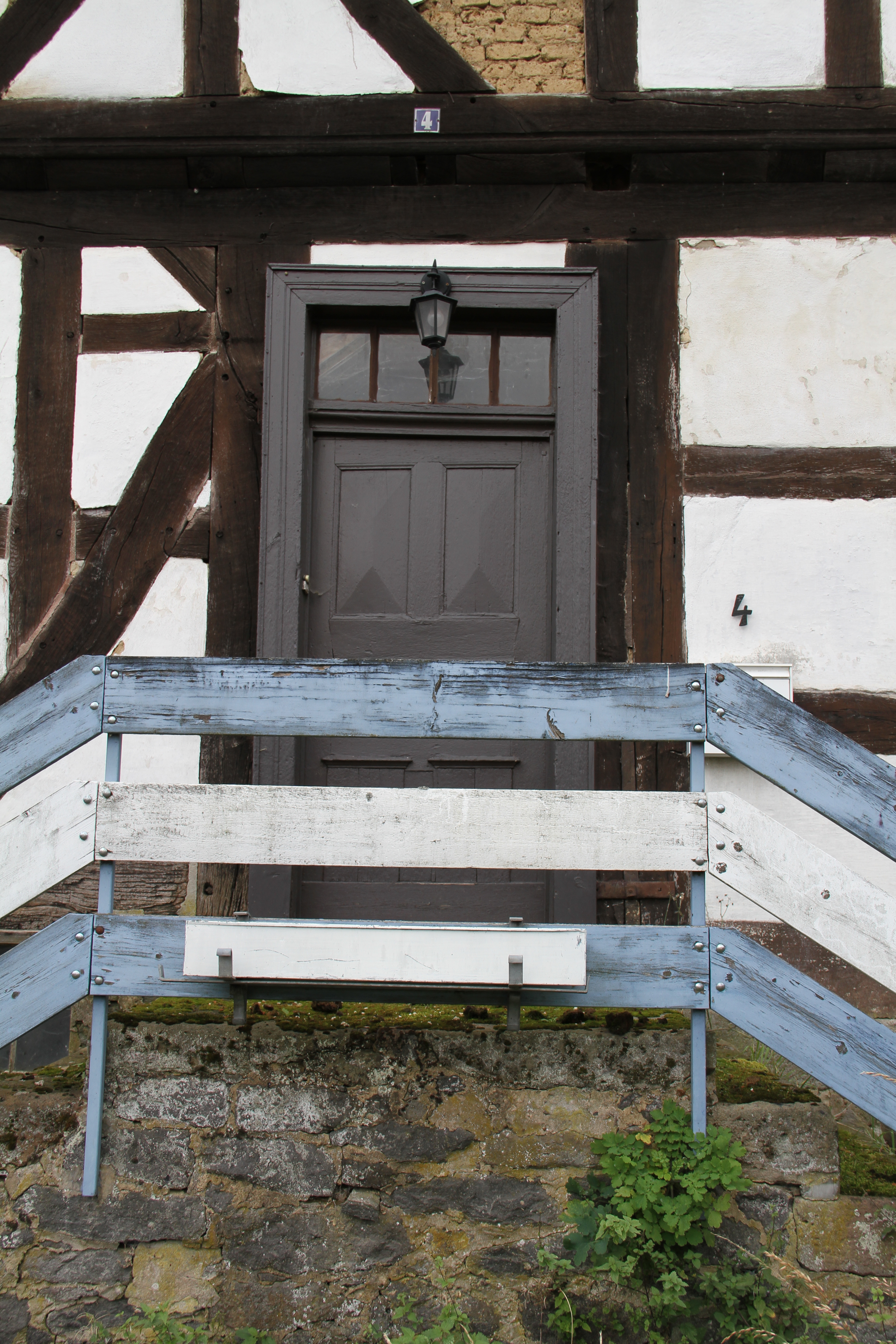
Nachträglich eingebaute Haustür mit Oberlicht
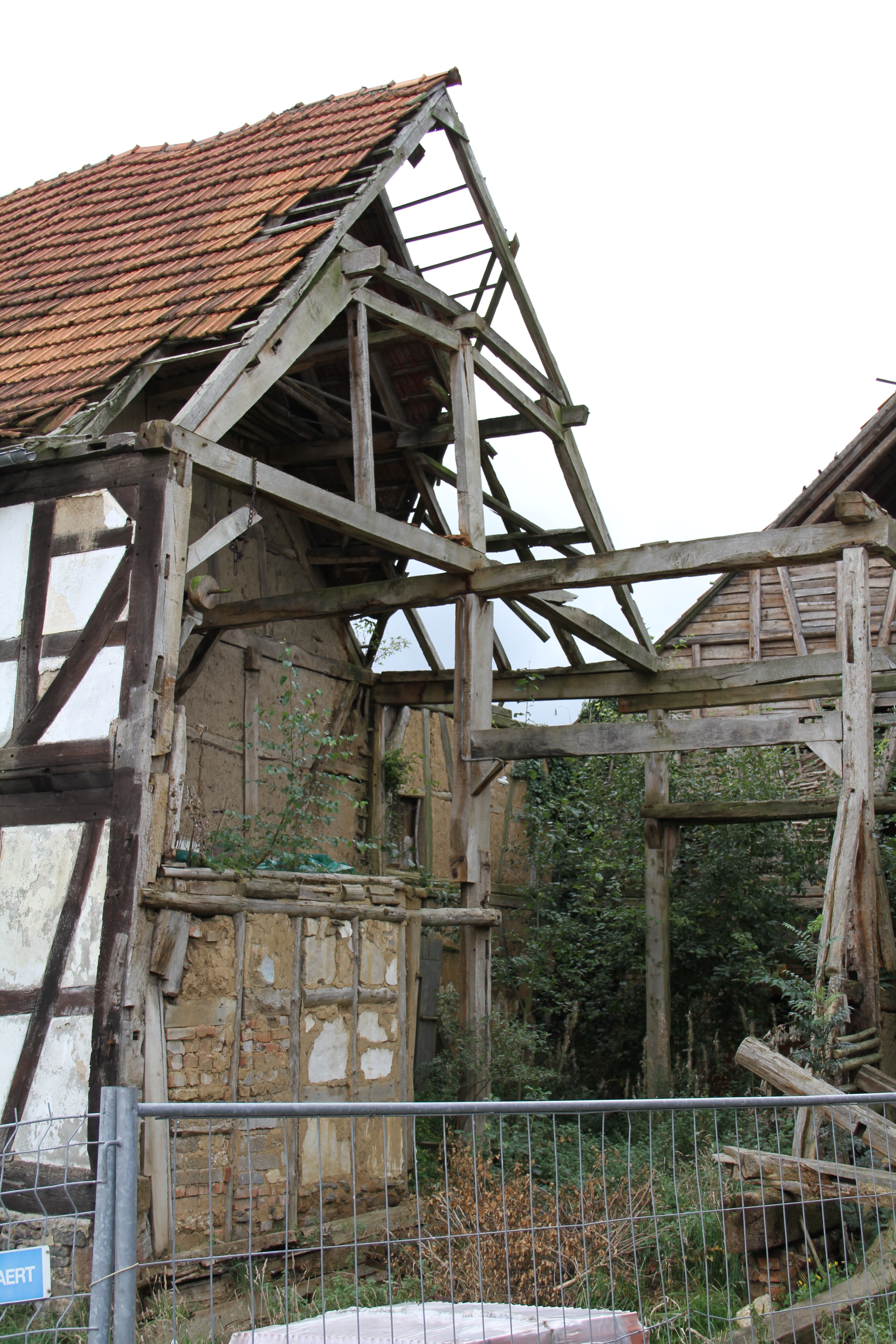
Rechte Hausseite, hier befand sich die Scheune
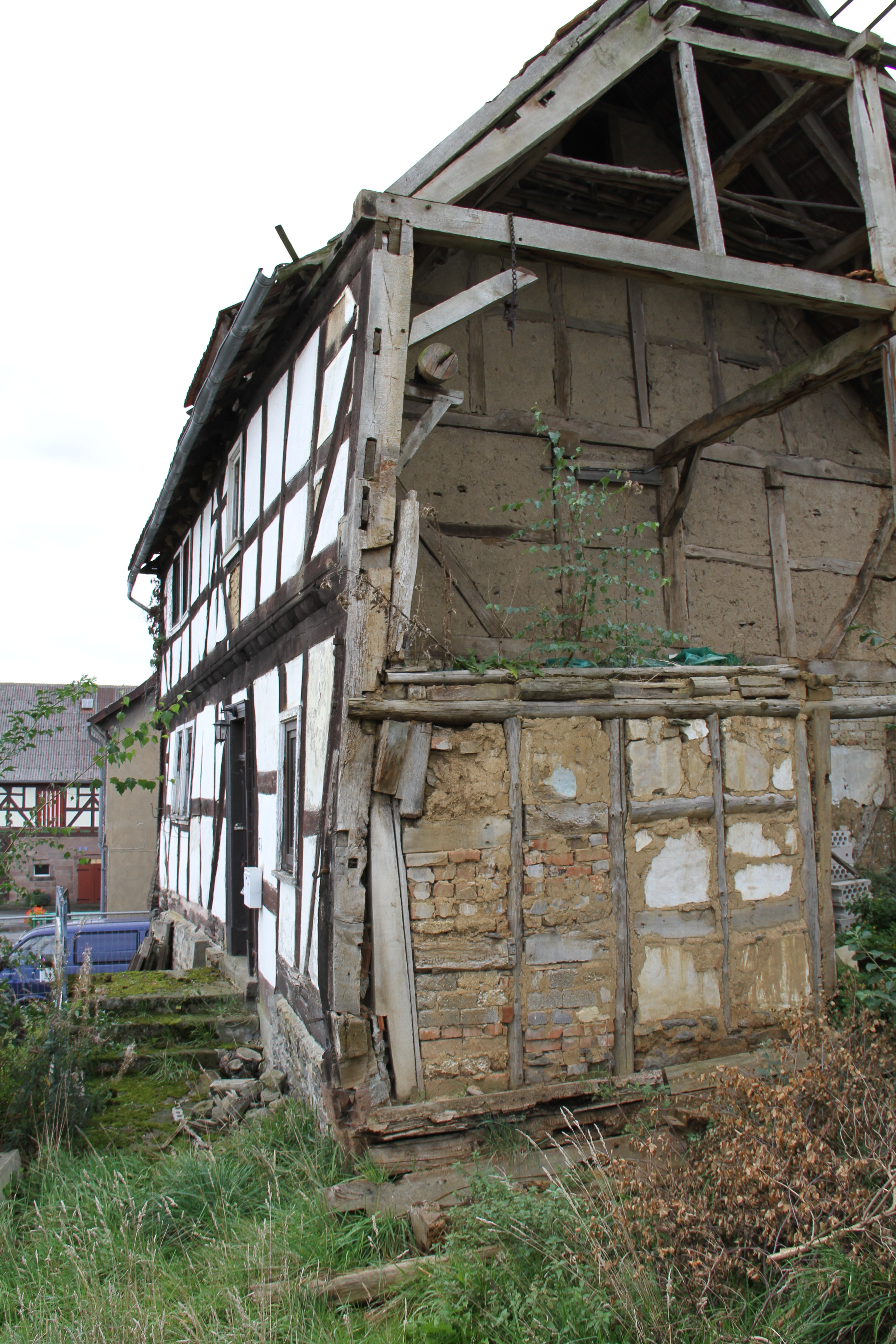
Die Innenaufteilung folgt nicht der Fachwerkstruktur der Fassade